# (24445) 2000 PM8
(24445) 2000 PM8 est un astéroïde Apollon découvert en 2000.

## Description
(24445) 2000 PM8 a été découvert le 2 août 2000 dans un des observatoires du Mauna Kea, un ensemble d'observatoires astronomiques indépendants, situés au sommet du volcan Mauna Kea sur l'île d'Hawaï, par Christian Veillet.

### Caractéristiques orbitales
L'orbite de cet astéroïde est caractérisée par un demi-grand axe de 2,21 UA, un périhélie de 1,005 UA, une excentricité de 0,54 et une inclinaison de 23,77° par rapport à l'écliptique. Du fait de ces caractéristiques, à savoir un demi-grand axe supérieur à 1 UA et un périhélie inférieur à 1,017 UA, il est classé comme astéroïde Apollon.

### Caractéristiques physiques
(24445) 2000 PM8 a une magnitude absolue (H) de 14,7 et un albédo estimé à 0,105.